# بغا الكبير
بغا الكبير أو بغا الأكبر ، المعروف أيضا باسم بغا التركي، قائد عسكري تركي من القرن التاسع خدم العباسيين.
كان من أصل تركي، وتم الحصول عليه مع أبنائه كعبد عسكري (غلام) من قبل المعتصم بالله في 819/820. وذكر لأول مرة في 825، ثم مرة أخرى في 835، عندما قاد تعزيزات في القتال ضد ثوار الخرمية بقيادة بابك الخرمي. وشارك بوقا أيضاً في حملة معتصم معركة عمورية في 838 والتي قادها شخصيًا العباسي الخليفة المعتصم بالله، حيث قاد بوقا مؤخرة الجيش، وخدم فيما بعد كحاجب للخليفة. في عامي 844/845، قمع ثورة القبائل البدوية في وسط الجزيرة العربية.
بعد ذلك لعب دوراً هاماً في سحق الثورة الأرمنية في 850-855: في عام 852 م كلفه الخليفة المتوكل بقمعها. وانطلاقاً من قاعدته في ديار بكر، ركز أولاً على النصف الجنوبي من أرمينيا، أي مناطق فاسبوراكان وبحيرة وان، قبل أن ينتقل شمالاً إلى دفين إيبيريا وألبانيا. خلال هذه الحملات، هزم أيضا إسحاق بن إسماعيل أمير إمارة تفليسي المنشق، وأقال وأحرق تبليسي. وبحلول نهاية عام 853، كان قد اخضع البلاد واسرى العديد من الأمراء والاغنياء والنبلاء الرجال القوقازيين ومنهم غريغور-ديرينك أرتسروني، وعمه غورغين ووالده أشوت الأول، وجميعهم أرسلوا إلى سامراء عاصمة الخلافة العباسية.
تم إرسال بوقا إلى الثغور (الحدود) ضد الإمبراطورية البيزنطية في 857/858، حيث أشتهر وبقي هناك لسنوات قليلة مقبلة. وهكذا كان غائبًا عن سامراء في وقت اغتيال متوكل، لكنه عاد فور سماعه ذلك. وبعد وفاة وريث المتوكل، المنتصر، بعد بضعة أشهر، اختار بوقا والقادة الأتراك الآخرون من الجيش العباسي المستعين بالله خلفا له (انظر "الفوضى في سامراء"). توفي بوقا بعد بضعة أشهر، وذلك في أغسطس 862، وقيل بأنه كان يبلغ من العمر «أكثر من 90 سنة [هجرية]». قام ابنه موسى وأبناؤه من بعده أرتقوا في المناصب في المحكمة العليا والمكاتب العسكرية في سامراء خلال أواخر القرن التاسع.

## نشأته وحياته
كان في بداية حياته مملوكًا للحسن بن سهل الوزير ويُتهم بغا من البعض بالحمق والجهل في رأيه إلا أنه مع ذلك مشهود له بالشجاعة والإقدام وفيه دين وحسن إسلام وَقيل إِنَّه كَانَ يُبَاشر الحروب وَلم يكن يلبس سِلَاحا وَمَا جرح قطّ 

## مناصبه
- كان جنديًا مقدمًا في عهد المعتصم.
- أصبح قائدًا عسكريا في عهد الواثق بالله.
- أصبح معاونًا في عهد المتوكل على الله سنة 243هـ.[9]
- ثم ولاه المستعين بالله ديوان البريد عندما كبر سنه.

## معاركه

### مشاركته معالأفشينلقتالبابك الخرمي
في سنة 220هـ أرسل المعتصم الأفشين واسمه حيضر (وقيل حيدر) بن كاوس على جيش عظيم لقتال بابك الخرمي الذي استفحل أمره وقويت شوكته وانتشر أتباعه في أذربيجان، وكان أول ظهوره في سنة 201هـ، وكان زنديقا ناقض الإسلام في العديد من المسائل متبنيًا ديانات مزدكية وزردشتية فارسية قديمة، فسار الأفشين وقد أحكم صناعة الحرب في الأرصاد وعمارة الحصون وإرصاد المدد، وأرسل إليه المعتصم مع بغا الكبير أموالا جزيلة.

### حملته على نجد
وهي حملة عسكرية قام بها بغا الكبير بين عامي 227هـ حتى 232هـ بأمر من الخليفة العباسي الواثق بالله للقضاء على تمرد القبائل في نجد وشرقي المدينة وتعد هذه الحملة أبرز أعمال بغا الكبير وظل في حملاته التأديبية خمس سنين نجح فيها باستئصال شأفة هذه القبائل المتمردة.[1]

### قتاله لإسحاق بن إسماعيل
إِسْحَاق بن إِسْمَاعِيل مولى بني أُميَّة خرج بتفليس فِي سنة سبع وَثَلَاثِينَ وَمِائَتَيْنِ حِين وثب أهل أرمينية بعاملهم يُوسُف بن مُحَمَّد بن يُوسُف وَكَانَ من جِهَة المتَوَكل فندب المتَوَكل لِحَرْب إِسْحَاق هَذَا بغا الْكَبِير فظفر بِهِ وَقَتله وَبعث بِرَأْسِهِ إِلَى المتَوَكل فَدخل إِلَيْهِ الرَّسُول وَبَين يَدَيْهِ عَليّ بن الجهم فَقَامَ يخْطر بَين يَدي الرَّسُول ويرتجز
أَهلا وسهلاً بك من رَسُول... جِئْت بِمَا يشفي من الغليل
بِرَأْس إِسْحَاق بن إِسْمَاعِيل
فَقَالَ المتَوَكل قومُوا التقطوا هَذَا الْجَوْهَر لِئَلَّا يضيع

### 4-غزو الصائفة
وهي الغزوات التي تكون في الصيف أرسله المتوكل على الله عام 243هـ من دمشق لغزو الصائفة ومعه القواد ففتح صملة وصملة هذه ذكرها ياقوت الحموي بلفظ «صمالو» وذكر أنها ثغر قرب المصيصة وطرسوس.

## بعض قصصه وأعماله

### سيف عبد الله بن جحش الملقب بالعرجون
- ذكر الزبير في الموفقيات وكذلك السهيلي في الروض الأنف أن عبد الله بن جحش انقطع سيفه يوم أحد فأعطاه رسول الله صلى الله عليه وسلم عرجوناً، فصار في يده سيفاً وكان يسمى العرجون. وقال: وقد بقي هذا السيف حتى بيع من بغا الكبير بمائتي دينار.[11][12]

### ترميم بئر أبي موسى الأشعري
- رمم بئرُا لأبي موسى الأشعري في شعب أبي دب وهو الشعب الذي كان فيه الجزارون، وأبو دب هو رجل من بني سواة بن عامر، وعلى فم الشعب سقيفة لأبي موسى الأشعري، وعلى باب الشعب بئر لأبي موسى، وكانت تلك البئر قد دثرت واندفنت حتى أعاد حفرها بغا الكبير وبناها بنيانا محكما، وأخرج الماء منها بعد ما زاد عمق الحفر فيها، وبنى بحذائها سقاية وجنابذ يسقى فيها الماء، واتخذ عندها مسجدًا.[13][14]

### إحضاره للإمام أحمد بن حنبل من السجن لمقابلة المعتصم
- أمره المعتصم بإحضار أحمد بن حنبل من سجن الرقة لمناظرته [8]

## وفاته
مرض بغا الكبير في جمادى الآخرة عام 248هـ فعاده المستعين في النصف منها ومات بغا من يومه عن سن عالية فعقد لموسى ابنه على أعماله وعلى أعمال أبيه كلها وولي ديوان البريد. وخلف بغا أموالا عظيمة.